# Inglewood (Wiktoria)
Inglewood – miasto w Australii, w stanie Wiktoria.